# Gustav Adolf Hess de Calve

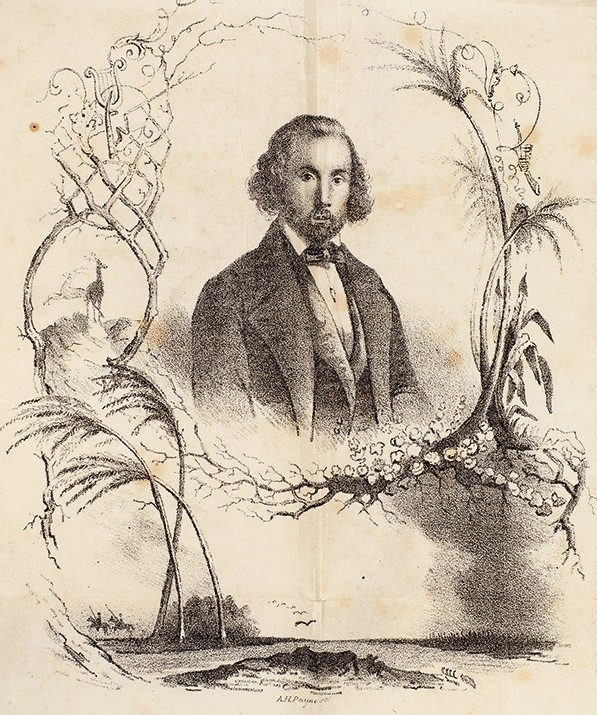
Gustav Adolf Hess de Calve

Gustav Adolf Gustawowitsch Hess de Calve (russisch Густав Адольф Густавович Гесс де Кальве; * 1784 in Pest, Königreich Ungarn; † 1838 im Ujesd Kupjansk, Gouvernement Charkow, Russisches Kaiserreich) war ein ungarisch-russischer Philosoph, Komponist und Bergbauingenieur.

## Leben
Hess’ Vater Adolf Hess de Calve wurde 1788 Verwalter eines Landguts des Erzherzogs Ferdinands III. von Österreich-Toskana in Böhmen, so dass sich die Familie in Prag niederließ. Hess besuchte dort die Schule und das Gymnasium. 1798 begann er das Studium an der Karl-Ferdinands-Universität und hörte Vorlesungen über Mathematik, Naturgeschichte, Philosophie und theoretische Physik. Zu Beginn des Zweiten Koalitionskriegs 1799 trat er in die Miliz ein und nahm an der Spitze einer Truppe Prager Studenten an den Kämpfen der römisch-deutschen Kaiserlichen Armee teil. 1801 kehrte er an die Universität zurück und studierte Metaphysik, angewandte Mathematik und Rechtswissenschaft. Er begleitete seinen Onkel Ludwig Hess de Calve auf einer Dienstreise nach Venedig, studierte Medizin an der Universität Padua und reiste durch Italien.
1805 trat Hess in ein Husarenregiment der österreichischen Kaiserlich-Königlichen Armee ein und nahm am 2. Dezember 1805 an der Schlacht bei Austerlitz teil, bei der er erstmals Russen kennenlernte.
Nach dem Frieden von Pressburg vom 26. Dezember 1805 wurde Hess Hauslehrer des Grafen István Széchenyi in Zinkendorf. Er unterrichtete den Grafen und seine beiden älteren Brüder und älteren Schwestern in Musik neben den Lehrern János Lebenberg, Miklós Révai und Ferenc Kazinczy. Später ging er auf Reisen und gab Konzerte in Pest, Lemberg, Krakau und Warschau. Nach Beginn des Fünften Koalitionskriegs 1809 trat er wieder in die österreichische Armee ein. Nach einer Verwundung verließ er die Armee und wechselte zur Kaiserlich Russischen Armee, in der er im Fürstentum Moldau bis 1810 diente. Er erhielt ein ausgezeichnetes Entlassungszeugnis und blieb in Russland.
Hess heiratete 1810 Serafima Iljinitschna Metschnikowa mit moldauischen Vorfahren, deren Bruder Jewgraf Metschnikow Direktor des Departements für Berg- und Salzangelegenheiten in Sankt Petersburg war. Sie lebten auf Gütern in den Gouvernements Cherson und Charkow.
Für die Promotion zum Doktor der Philosophie legte Hess 1812 an der Universität Charkow die Prüfungen ab, hielt drei lateinische Probevorlesungen und verteidigte die Dissertation Dissertatio inauguralis de genuino philosophiae charactere, in der er als Ziel einer bürgerlichen Gesellschaft die Harmonie von Recht und Gewalt formulierte. Die Genehmigung der Promotion verzögerte sich, weil die vorgelegten Dokumente zu seiner Herkunft nicht genügten. Erst nach Vorlage von Zeugnissen seiner Nachbarn über sein ehrenhaftes Leben genehmigte der Bildungsminister im April 1815 die Doktorurkunde.
Während des Napoleons Russlandfeldzugs 1812 veranstaltete Hess im Juni ein Benefizkonzert mit seinem eigenen Konzert für zwei Klaviere und Orchester im Saal der Adelsversammlung Charkow. An den Klavieren saßen Hess und der Kandidat der Chemie Orest Schuman. Neben klassischer Musik komponierte Hess auch Variationen ukrainischer Volkslieder.
1816 beantragte Hess eine Professur an der Universität Charkow. Der Antrag wurde abgelehnt, weil er die Lateinprüfung nur im Nebenfach abgelegt, seine lateinischen Probevorlesungen schlecht gelesen und seinen Antrag in schlechtem Latein abgefasst hatte. Darauf verließ er die Universität, nahm entsprechend dem Vorschlag seines Schwagers Metschnikow eine Stelle im Departement für Berg- und Salzangelegenheiten an und wurde im Juli 1816 Senior-Vorstandsmitglied des Hüttenwerks Lugansk mit Ernennung zum Oberhüttenverwalter (entsprechend einem Major, 8. Rangklasse).
Hess veröffentlichte in Zeitschriften Artikel zu unterschiedlichen Themen. Er gab 1818 in Charkow ein auf Deutsch verfasstes und von dem Adjunkten der Universität Charkow Rasumnik Gonorski übersetztes erstes russisches Lehrbuch der Musiktheorie heraus, das er der Kaiserin Elisabeth Alexejewna vorher vorgelegt und dann gewidmet hatte. 1819 erschien in der Zeitschrift der Freien Gesellschaft der Freunde der Russischen Literatur sein Aufsatz über die Entwicklung der menschlichen Fähigkeiten insbesondere im Hinblick auf die Mineralogie.
Als der Geschäftsführer des Hüttenwerks Lugansk Jakow Nilus 1822 starb, wurde Hess dessen Nachfolger mit Beförderung zum Bergmeister (VII. Rangklasse). Bei der Einarbeitung in das Bergbauwesen halfen ihm die Fachleute des Hüttenwerks. Im Gegensatz zu seinem Vorgänger kümmerte er sich um die Arbeitsbedingungen im Hüttenwerk. Er schickte einen Bericht über den schlechten Zustand der Hüttenwerker und der hohen Sterblichkeit nach Sankt Petersburg und begann mit dem Bau verschiedener sozialer Einrichtungen. In der Hüttenwerkssiedlung ließ er ein neues Krankenhaus bauen und das alte Krankenhaus in ein Armenhaus für Alte und Kranke umwandeln. Im Januar 1823 gründete er die Bergbau-Fabrikschule zur Ausbildung der benötigten Hüttenwerker als erste Berufsschule in der heutigen Ukraine. Im selben Jahr richtete er mit Unterstützung seines Schwagers im Hüttenwerk das mineralogische Kabinett ein, so dass Bergoffiziere und Mitarbeiter der Prospektionsgruppen die verschiedenen Minerale studieren konnten. Nach niederländischem Vorbild errichtete er in der Hüttenwerkssiedlung einen Musterbauernhof für die Versorgung mit Fleisch und Milch, was ein sehr ungewöhnliches Unterfangen im damaligen Russland war. Die ausgeschiedenen Hüttenwerker sowie deren Witwen und Waisen erhielten Land, sofern sie dies wünschten.
Aufgrund einer anonymen Denunziation an die kaiserliche Kanzlei im Mai 1826 wurde Hess aus seinem Amt entfernt und zum Leiter es Musterbauernhofs bestellt. Die langjährige Untersuchung führte zu seiner Verurteilung wegen Veruntreuung von staatlichen Geldern beim Kauf von Lebensmitteln, die von Kaiser Nikolaus I. bestätigt wurde. Er musste 5.747 Rubel und 17 Kopeken erstatten und wurde aus dem Staatsdienst unter Verlust der Uniform und der Pension entlassen. Vermutet wurden politische Motive, da Hess als Freidenker bekannt war und Beziehungen zu Persönlichkeiten der Gesellschaft einschließlich Dekabristen unterhielt.
Hess verließ bereits 1828 Lugansk und ließ sich auf seinem Gut im Gouvernement Charkow in der Sloboda-Ukraine nieder.

## Ehrungen
- Orden des Heiligen Wladimir IV. Klasse (1824)